# Calephorops viridis
Calephorops viridis är en insektsart som beskrevs av Sjöstedt 1920. Calephorops viridis ingår i släktet Calephorops och familjen gräshoppor. Inga underarter finns listade i Catalogue of Life.